# Šahovska otvoritev
Šahovska otvoritev pomeni nekaj začetnih šahovskih potez, ki pa so v nekaterih različicah raziskane tudi tja do petindvajsete poteze in dlje. Prve zapisane šahovske igre okoli leta 1500 so se začenjale z odprtimi otvoritvami, ki so omogočale divje taktične zaplete. Takrat se niso menili za pozicijsko igro, ki je nastala veliko pozneje s polzaprtimi in zaprtimi otvoritvami.

## Šahovske otvoritve
- Odprte otvoritve
  - Kraljev gambit
    - sprejeti kraljev gambit
      - kraljev skakačev gambit
      - Mafijska obramba
      - Wadeova varianta
      - Norwaldova varianta
      - Keeneva obramba
      - Adelaide-Wahlsova
      - Kieseritskyjev gambit
      - Muzijev gambit
      - Lovčev gambit

    - Zavrnjen kraljev gambit
      - Falkbeerjev protigambit
      - Senechaudov protigambit
      - Heathova varianta
      - Soldatenkova varianta
      - Hanhamova varianta
      - Svenoniusova varianta
      - Marshallov napad
      - Klasičen protigambit
      - Retijeva varianta

  - Giuoco Piano ali Italijanska otvoritev
    - Möllerjev napad
    - Canalova varianta
    - Evansov gambit

  - Obramba dveh skakačev
    - Gambit dveh skakačev
    - Max Langov napad

  - Ruy Lopez ali Španska otvoritev
    - Klasična obramba
    - Berlinska obramba
    - Steinitzova obramba
    - Schliemannova obramba
    - Izmenjalna varianta
    - Zavrnjena Steinitzova obramba
    - Morphyjeva odprta obramba
    - Morphyjeva zaprta obramba
    - Marshallov napad

  - Petroffova ali ruska obramba
    - Klasično nadaljevanje
    - Boden-Kieseritsky gambit

  - Škotska igra
    - Škotska igra štirih skakačev
    - Škotski gambit

  - Dunajska igra
    - Breyerjeva varianta
    - Dunajski gambit

  - Igra štirih skakačev
    - Zrcalna varianta
    - Rubinsteinova obramba
    - Beograjski gambit

  - Otvoritev treh skakačev
  - Philidojeva obramba
    - Jaenischev protinapad
    - Hanhamova varianta

  - Ponzianijeva otvoritev
    - Goringov gambit

  - Centralna igra
    - Danski gambit

  - Latvijski protigambit
  - Lovčeve otvoritve in prehodi
  - Madžarska obramba
  - Englundov protigambit
  - Alapinova otvoritev

- Polodprte otvoritve
  - Aljehinova obramba
    - moderna varianta
    - Izmenjalna varianta
    - Napad štirih kmetov

  - Caro-Kannova obramba
    - Klasična varianta
    - Panov-Botvinikov napad
    - Varianta dveh Skakačev

  - Francoska obramba
    - Klasična varianta
    - Rubinsteinova varianta
    - Winaverjeva varianta
    - Tarraschova vaianta
    - Blokadna varianta

  - Sicilijanska obramba
    - Ortodoksna varianta
    - Zmajeva varianta
    - Scheveningenska varianta
    - Najdorfova varianta
    - Zaprta varianta
    - Morra gambit

  - Pirčeva obramba
    - Klasična varianta
    - Austrijski napad

  - Robatscheva ali moderna obramba
  - Skandinavska obramba
  - Nimzowitscheva obramba
  - Igra daminega kmeta

- Zaprte otvoritve
  - Damin gambit
  - Zavrnjen damin gambit
    - Ortodoksna obramba
    - Manhattanska obramba
    - Cambridge Springs obramba
    - Laskerjeva obramba
    - Izmenjalna varianta
    - Pol-Tarrascheva obramba

  - Tarrascheva obramba
    - Rubinsteinov napad

  - Damin gambit - sprejet
  - Slovanska obramba
    - Odprta slovanska ali češka obramba
    - Slovanska izmenjalna varianta

  - Pol-slovanska obramba
    - Meranska varianta
    - Anti-meranska varianta

  - Čigorinova obramba

- - Colleov sistem
  - Albinov proti-gambit
  - Richter-Veresov napad

- Polzaprte otvoritve
  - Indijska obramba
  - Catalanska otvoritev
    - Odprta varianta
    - Zaprta varianta

  - Nimzo-indijska otvoritev
    - Klasična varianta
    - Rubinsteinova varianta
    - Sämischeva varianta

  - Damina indijska obramba
    - Petrosianov sistem
    - Bogoljubowa ali Bogo-indijska obramba

  - Kraljeva indijska obramba
    - Klasična varianta
    - Sämischeva varianta
    - Napad štirih kmetov
    - Averbakhova varianta
    - Fianketni sistem

  - Grünfeldova obramba
    - Klasična varianta
    - Izmenjalna varianta
    - Neo-Grünfeldova obramba

  - Moderna Benoni obramba
    - Blumenfeldov proti-gambit
    - Benkov gambit

## Uspešnost prve poteze
V spodnji preglednici je prikazana uspešnost prve poteze. Zajema pomembnejše igre od leta 1490 do 2003.
| poteza | št. iger |

| e4 | 123,906 |

| d4 | 87,486 |

| Sf3 | 22,058 |

| c4 | 20,058 |

| g3 | 1,824 |

| f4 | 838 |

| b3 | 752 |

| Sc3 | 273 |

| b4 | 215 |

| e3 | 125 |

| g4 | 77 |

| a3 | 72 |

| d3 | 61 |

| c3 | 30 |

| h3 | 23 |

| f3 | 5 |

| h4 | 4 |

| a4 | 4 |

| Sa3 | 1 |

| Sh3 | 1 |

| beli zmaga | remi | črni zmaga |

| 37.6% | 33.4% | 28.9% |

| 36.4% | 39.1% | 24.5% |

| 34.6% | 43.4% | 22% |

| 36.7% | 40.3% | 23% |

| 36.8% | 38% | 25.2% |

| 32.6% | 24.1% | 43.3% |

| 35.1% | 33.8% | 31.1% |

| 36.6% | 20.9% | 42.5% |

| 39.1% | 23.3% | 37.7% |

| 38.4% | 20.8% | 40.8% |

| 63.6% |  | 29.9% |

| 36.1% | 15.3% | 48.6% |

| 32.8% | 27.9% | 39.3% |

| 20% | 36.7% | 43.3% |

| 52.2% | 13% | 34.8% |

| 60% | 40% |

| 50% | 25% | 25% |

| 25% | 75% |

| 100% |

| 100% |